# Kravica
Le cascate di Kravice (pronuncia ˈkravit͡se, in bosniaco Kravice vodopad, note anche come cascate di Kravica) sono un largo salto d'acqua del fiume Trebižat in Bosnia ed Erzegovina. Le cascate non sono particolarmente alte (tra 26 e 28 m) ma la conformazione ad anfiteatro le rende particolarmente suggestive.

## Descrizione
Le cascate sono formate dalla caduta del fiume Trebižat da un gradino di tufo calcareo, in una zona caratterizzata da carsismo. Lungo il corso dello stesso fiume, 16 km più a monte, sorgono le cascate Koćuša.
Le cascate sono localizzate nella Erzegovina sud-occidentale, a 10 km a sud del comune di Ljubuški e 40 km da Mostar. Sono una meta rinomata del turismo locale, assieme a Mostar e Međugorje, soprattutto per la possibilità di nuotare nel lago alla base delle cascate e per ristorare attorno ad esso. Il periodo più indicato per visitare il sito è la primavera, in quanto il flusso d'acqua è maggiore e la vegetazione circostante si colora di un verde intenso.
Le cascate erano di proprietà del famoso proprietario terriero, consigliere comunale di Ljubuški, filantropo e benefattore Zaim-beg Selimić.
L'accesso alle cascate è possibile con una breve passeggiata dall'area di parcheggio limitrofa. Questa è raggiungibile dall'autostrada A1, all'uscita Kravice aperta nel 2014.

## Galleria d'immagini

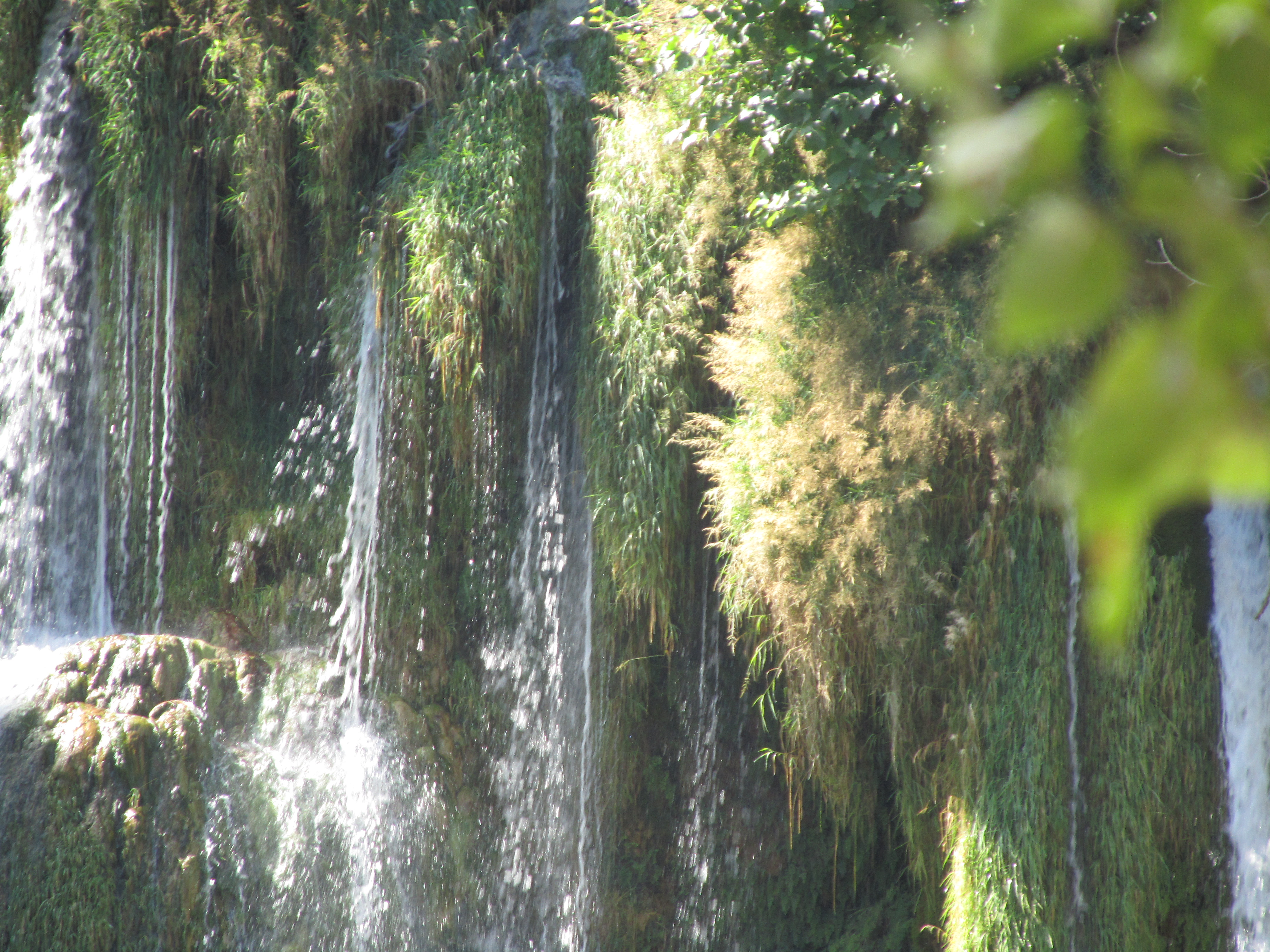
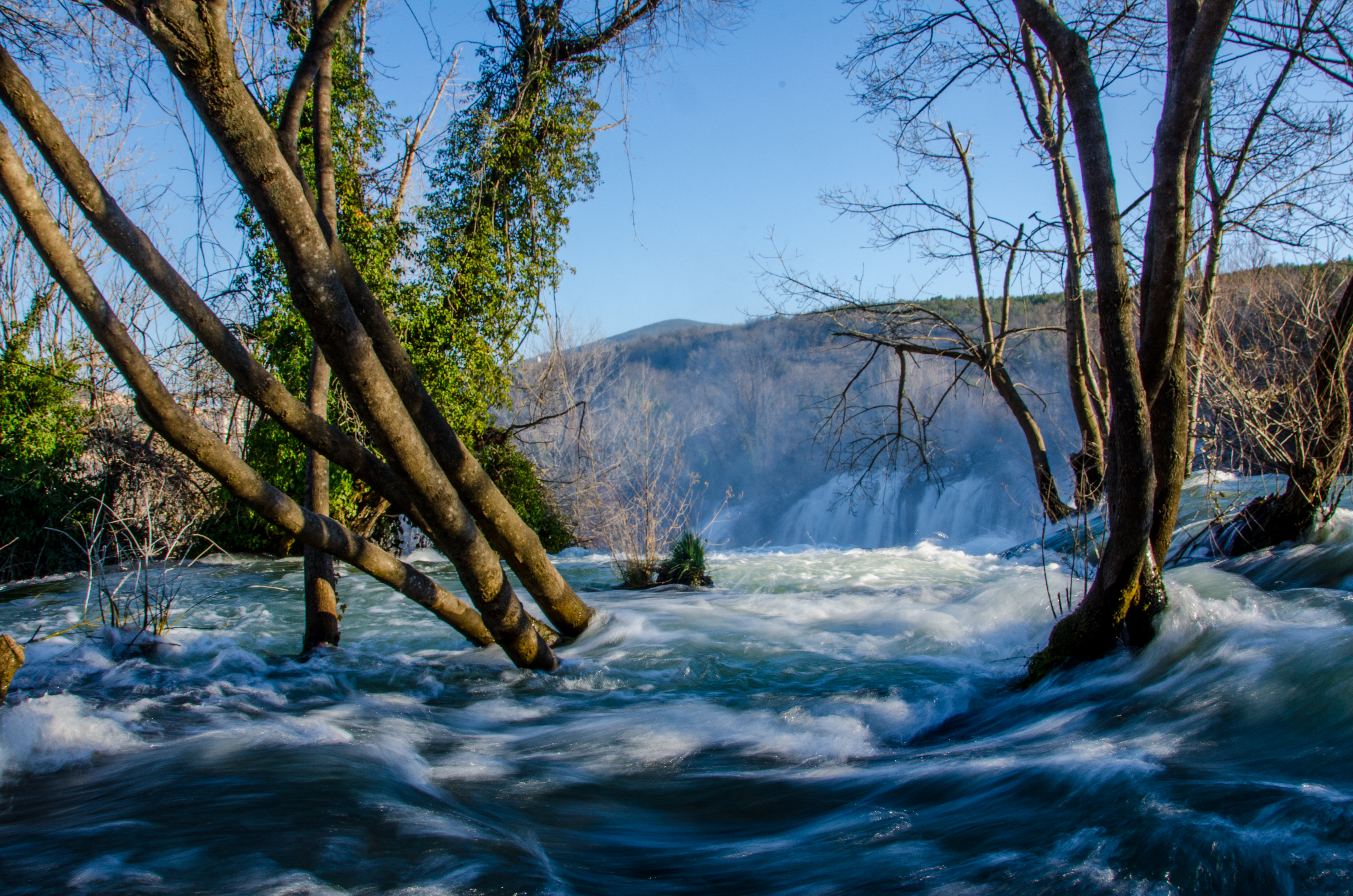
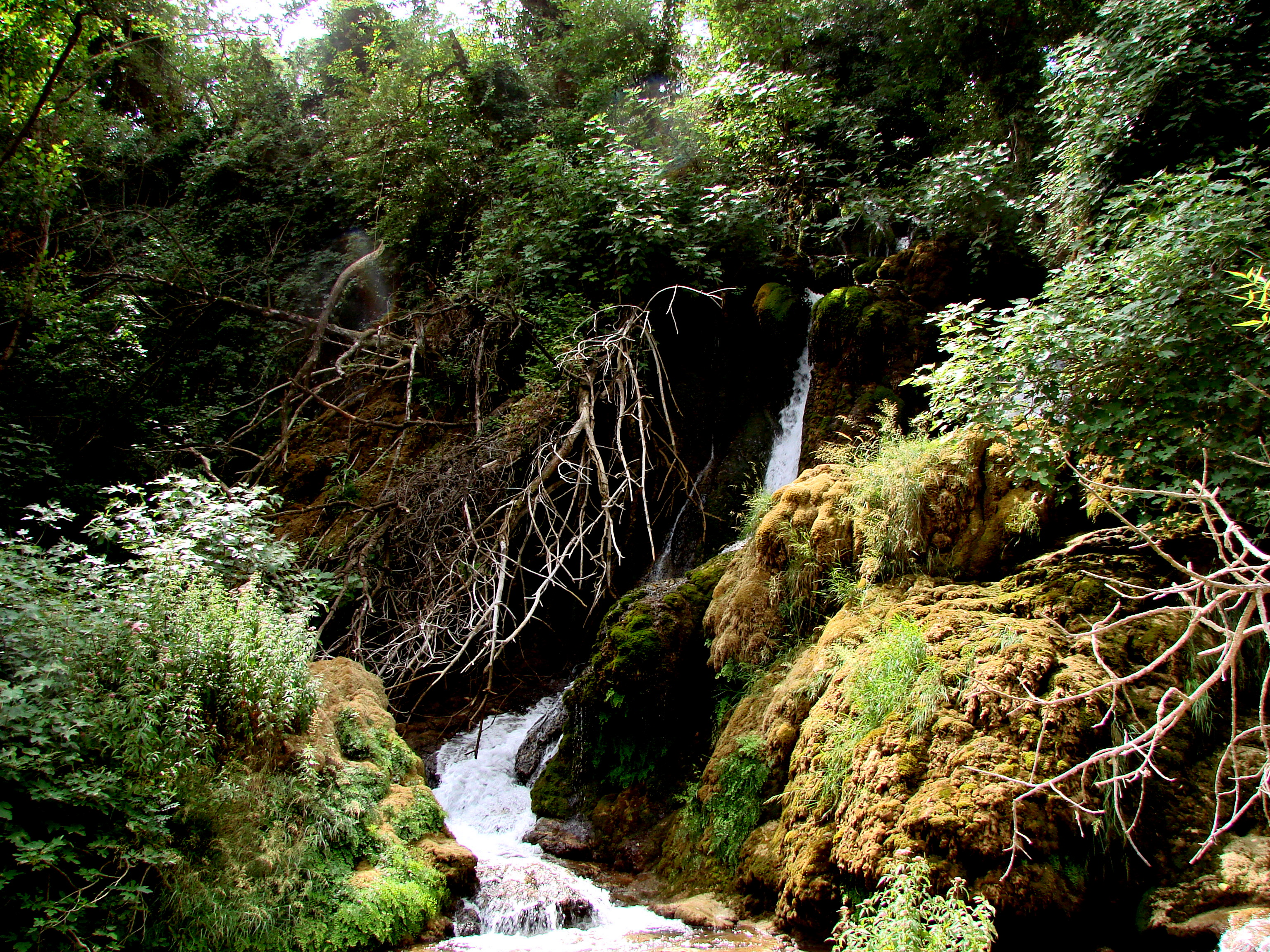
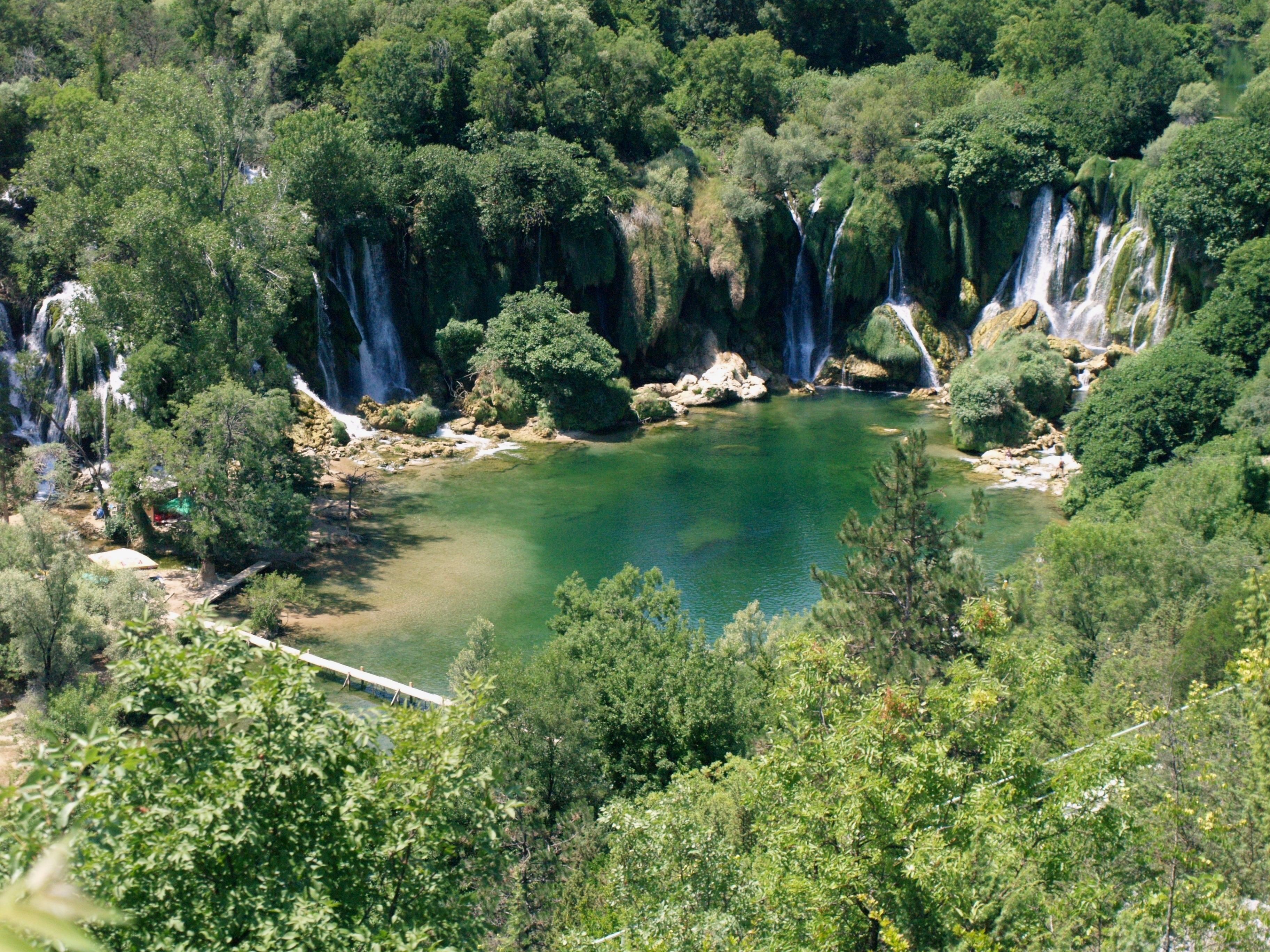
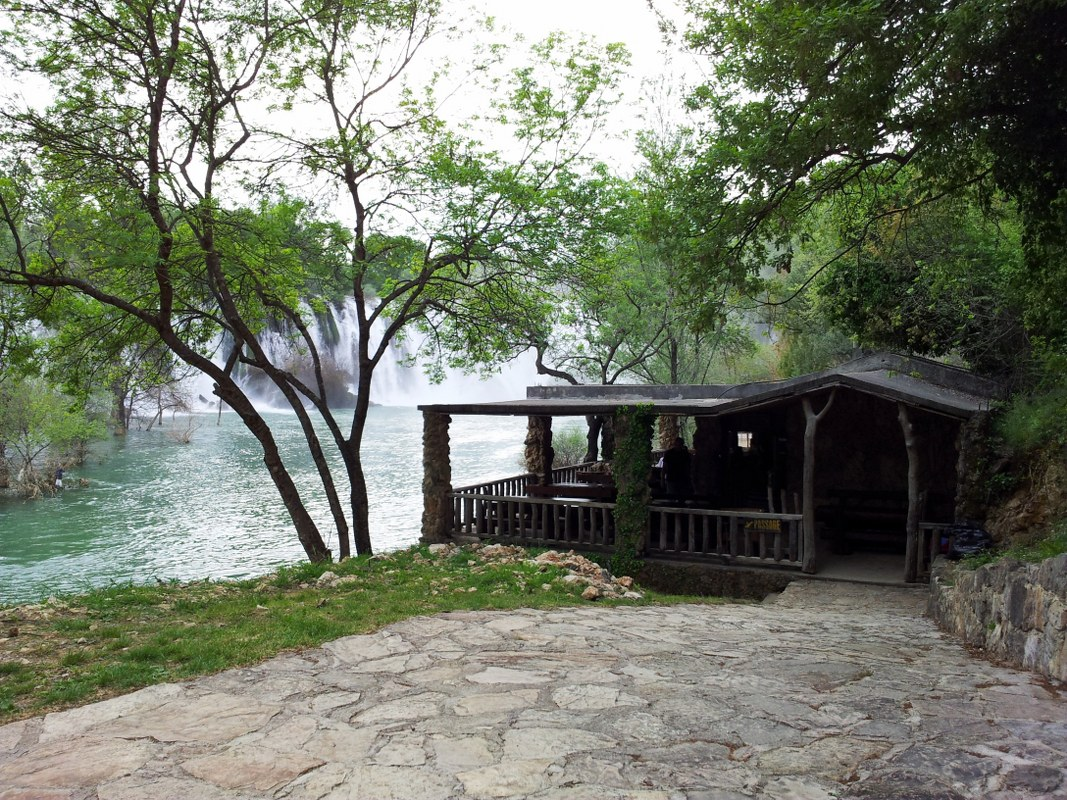
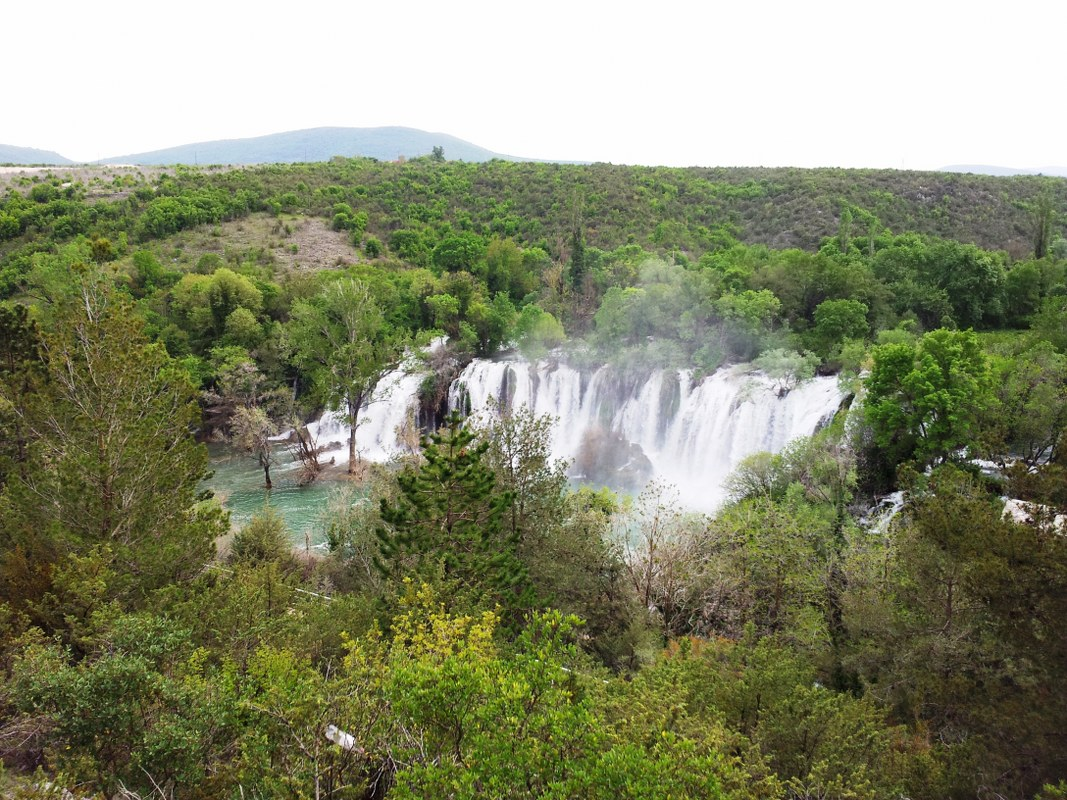
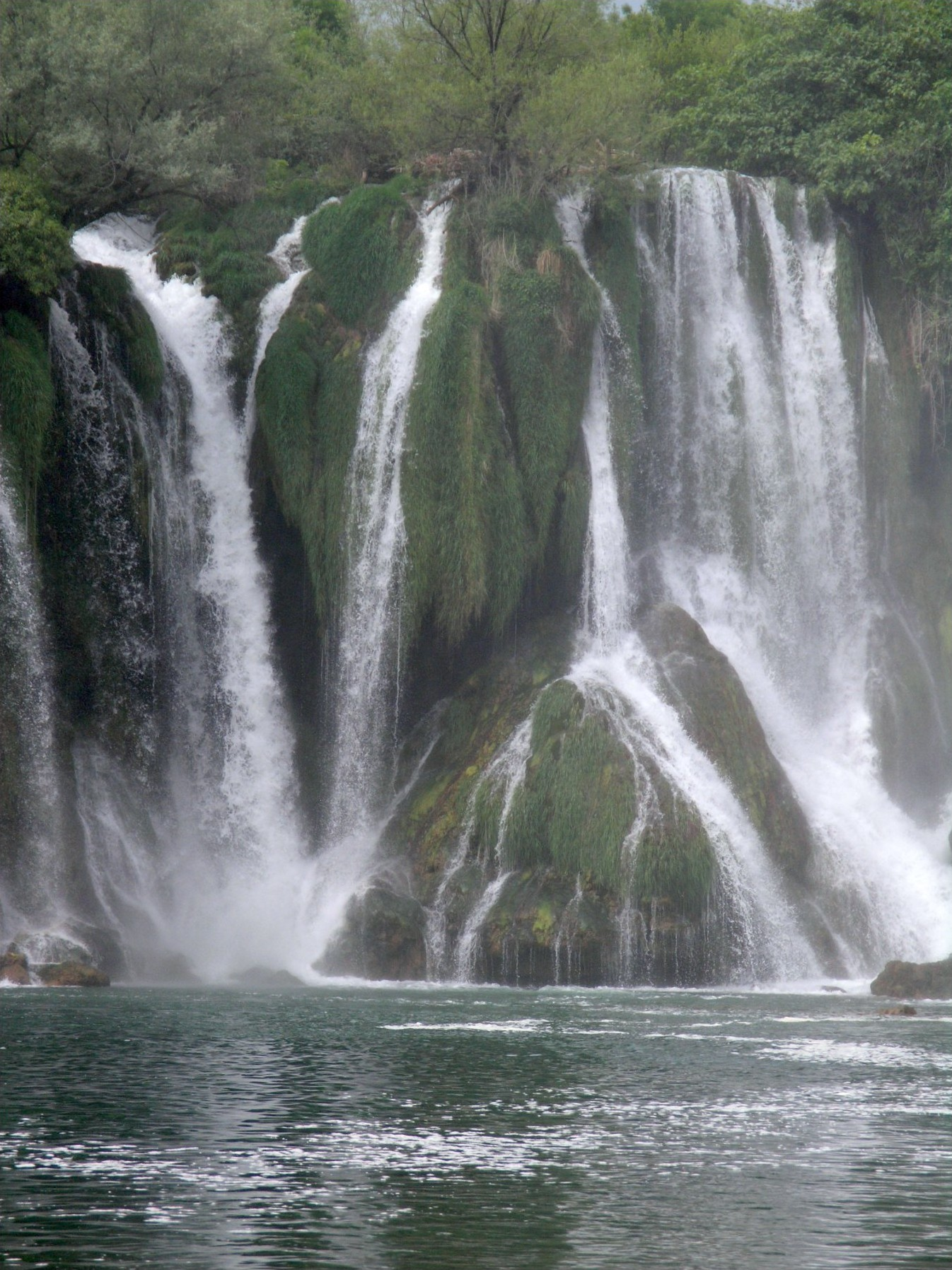